# Maison professe de Naples
La maison professe de Naples (localement appelée Casa professa dei Padri Gesuiti) est un bâtiment religieux historique  adjacent à l'église du Gesù Nuovo, situé au numéro 2 de la Via Benedetto Croce, à Naples (Italie). Construit à partir de 1608 comme 'maison professe' et résidence jésuite majeure, le bâtiment est depuis 1860 le siège de l’école normale Eleonora Pimentel Fonseca.  

## Histoire
Arrivés en 1584 à Naples, les Jésuites transformèrent d’abord le palais Sanseverino pour en faire l’église du Gesu Nuovo. Les architectes Giuseppe Valeriano et Pietro Provedi furent chargés du projet de l'église : de l'ancien palais, ceux-ci ne gardèrent que la façade et son portail de marbre. L’église fut consacrée le 16 octobre 1601. 
Les jésuites confient ensuite à l'architecte Agazio Stoia le projet de construction de leur résidence majeure – déjà érigée en ‘maison professe’ par le père Mercurian (1579) - qui doit également comprendre des espaces pour l'enseignement (collège) et divers services tels que la bibliothèque et l'infirmerie.   La construction de ce bâtiment commença en 1608 et fut extrêmement lente. 
En 1665, les travaux du réfectoire débutent et s'achèvent en 1680. En 1685 débutent les travaux de la bibliothèque. Les dernières peintures d'Antonio Sarnelli ne seront toutefois achevées qu'en 1750, après une très longue interruption.
Les Jésuites récupèrent la maison professe en 1821, l'ayant perdue lorsque la Compagnie de Jésus fut supprimée. Cependant, en 1860, Garibaldi expulse à nouveau les Jésuites et confisque leurs biens. La même année fut fondée la première école normale, qui prit à partir de 1923 le nom d'Eleonora Pimentel Fonseca

## Description

### Entrée
Le portail mène au hall d'entrée du complexe: il occupe une partie de l’ancien cloître des Pères Jésuites. À l'intérieur, un majestueux portail en marbre et un grand escalier  conduisent  à la bibliothèque.

### Bibliothèque
Achevée par Antonio Sarnelli plus d’un siècle après l’ouverture de la maison (en 1750), la grandiose bibliothèque (voutée) de la maison professe abrite des fresques du même artiste, illustrant quelques grandes figures du catholicisme : outre Ignace de Loyola, fondateur de la Compagnie de Jésus, les éminents docteurs de l’Église Grégoire le Grand, Ambroise de Milan, Thomas d'Aquin, Bonaventure, saint Jérôme, saint Basile et saint Grégoire de Nysse y sont également représentés.
Le sol de la bibliothèque, en marqueterie de marbre polychrome, est en harmonie avec les peintures, et les armoires en bois sculpté qui s'élèvent jusqu'aux lunettes de la voûte. L'ensemble de la bibliothèque est entouré, en hauteur, d'une galerie dont le parapet est finement incrusté de motifs végétaux.